# 10Life
10Life（全名：10Life Hong Kong Limited）是一個香港保險比較平台，於2016年由倫凱恩、倫沛然及何穎翔成立，提供人壽、危疾、醫療、儲蓄保險產品比較。截至2022年3月底，10Life的月活躍用戶超過50萬名。每年用戶數目已超過250萬。

## 歷史

### 公司成立
10Life於2017年初推出保險比較平台，創辦人倫沛然解釋原因是保險顧問質素良莠不齊，買到合適產品完全視乎運氣 。10Life團隊約有40位成員，包括精算師、保險產品專家、醫學顧問及法律顧問，以專業知識並從多個角度分析保險產品。
截至2022年7月，累積用戶量超過500萬人，融資規模已經超過800萬美元（折合近6,300萬港元)，股東名單包括本港四大富豪家族之一。

### 產品
10Life提供「保險解碼器」，比較及分析全港超過40間保險公司、逾1000種產品。保險評分系統由精算師設計，以對消費者重要的因素來審核產品，不受任何保險公司影響，讓消費者較易掌握不同產品的保障。
10Life 評分之保險產品種類達十多種，包括自願醫保（VHIS）、終身危疾保險、合資格延期年金保單（QDAP）、儲蓄保險及定期人壽保險等。

### 成功令所有自願醫保產品都涵蓋口服標靶藥
有一名購買了自願醫保人士向10Life反映，因患癌需在家服用口服標靶藥，惟索償時，保險公司指保單不涵蓋口服標靶藥。其後10Life要求食物及衛生局釐清標靶藥的定義，獲官方回覆指有關治療只要是由註冊醫生按醫療需要處方，便可得到保障。

### 發現自願醫保在治療乳癌條款上標準不一
10Life調查發現，自願醫保在治療乳癌條款上標準不一。以標準計劃（Standard Plan）為例，僅三成保險公司，明確對於乳房切除後重建手術作出賠償。於調查公布後，有至少3間保險公司決定調整保障範疇，以填補漏洞。

### 10Life Financial
10Life Financial是一家獲保監局授權的持牌保險經紀公司，業務包括營運10Life網上平台，以及於線下為客戶安排保險產品及服務。而10Life Financial透過為客戶安排保險合約，向保險公司收取佣金作為報酬。公司以「固定月薪」聘請銷售員工，而不是和一般Agent 一樣行「佣金制」，避免因「跑數」而銷售不合適的產品。10Life設獨立理賠團隊，透過「10Life 理賠解碼器」檢視賠償是否合理，如發現不合理的拒賠會即時跟進。

### 聯合創辦人倫凱恩批陳健波言論涉性別歧視
2022年12月，10Life精算師兼聯合創辦人倫凱恩於linkedin撰文，指於亞洲保險論壇中，當財政司司長陳茂波談及於香港經商的好處時，行政會議成員兼立法會議員陳健波以「我哋酒吧女仔靚啲（our bars have prettier girls）」作回應。她對此言論感震驚及失望，並指在任何專業場合這種性別歧視及妄顧公眾感受的評論（sexist and insensitive comment）都不應該出現。

## 外部連結
- 10Life官方網頁（页面存档备份，存于）
- 10Life官方Facebook專頁 （页面存档备份，存于）
- 10Life官方LinkedIn專頁
- 10Life官方Instagram帳戶